# Dead Cross (album)
Dead Cross è il primo album in studio del supergruppo musicale hardcore punk statunitense eponimo, pubblicato il 4 agosto 2017 dalla Ipecac Recordings e dalla 31G Records.

## Tracce
Testi di Mike Patton, musiche di Dave Lombardo, Justin Pearson e Michael Crain, eccetto dove indicato.
1. Seizure and Desist – 2:38
2. Idiopathic – 2:43 (testo: Gabe Serbian)
3. Obedience School – 2:50
4. Shillelagh – 2:32
5. Bela Lugosi's Dead – 2:34 (Bauhaus)
6. Divine Filth – 2:20
7. Grave Slave – 1:59
8. The Future Has Been Cancelled – 2:17
9. Gag Reflex – 4:21
10. Church of the Motherfuckers – 3:24

Durata totale: 27:38